# Свилар, Миле
Миле Свилар (нидерл. Mile Svilar; родился 27 августа 1999 года, Антверпен, Бельгия) — сербский и бельгийский футболист, вратарь итальянского клуба «Рома». Выступал за сборную Сербии.
Отец Миле — Ратко Свилар — известный в прошлом югославский вратарь, участник чемпионата мира 1982 года.

## Клубная карьера
Свилар — воспитанник клубов «Вилрейк», «Беерсхот» и «Андерлехт». В 2017 году Миле был включён в заявку последнего на сезон, но так и не дебютировал за основной состав. В этом же сезоне он стал чемпионом страны, хотя не сыграл ни минуты. Летом того же года Свилар перешёл в португальскую «Бенфику», подписав контракт на пять лет. Сумма трансфера составила 2,5 млн евро. 14 октября в матче Кубка Португалии против «Ольяненсе» он дебютировал за новый клуб. 18 октября в поединке Лиги чемпионов против английского «Манчестер Юнайтед» Миле вышел на поле в основном составе и стал самым молодым вратарём турнира (18 лет 52 дня), побив рекорд испанца Икера Касильяса (18 лет 118 дней). 22 октября в матче против «Авеша» он дебютировал в Сангриш лиге.
Летом 2022 года Миле в статусе свободного агента перешёл в итальянскую «Рому». Игрок подписал контракт с клубом до 2027 года. Свой первый матч за новую команду Свилар сыграл 8 сентября 2022 года в матче Лиги Европы против «Лудогорца».

## Международная карьера
В 2016 году в составе юношеской сборной Бельгии Свилар принял участие в юношеском чемпионате Европы в Азербайджане. На турнире он сыграл в матчах против команд Шотландии, Азербайджана, Португалии и Германии.

## Достижения

### Командные
- Чемпион Бельгии: 2016/17
- Чемпион Португалии: 2018/19
- Обладатель Суперкубка Бельгии: 2017
- Обладатель Суперкубка Португалии: 2019

### Личные
- Входит в состав символической сборной Лиги Европы УЕФА: 2023/24[11]
- Лучший вратарь Серии А: 2024/25[12]